# Pavel Matela
Pavel Matela (* 19. července 1975 Bruntál) je český sklář, fotograf, pedagog a umělec.

## Život
Narodil se v Bruntále, dětství prožil ve Vrbně pod Pradědem. Vystudoval umělecko-řemeslné zpracování skla na Glass School v Novém Boru, fotografii na ITF v Opavě a vizuální studia na FUD v Ústí nad Labem. Absolvoval dlouhodobé stáže v University of Derby (UK), Melkweg (NL) a Umprum.
Začínal jako technolog a huťmistr ve sklárnách na umělecké ruční sklo (Egermann Exbor, Crystalex a.s., Klára huť, Beránek s.r.o.), kde se specializoval na technologii barvení skla a pánvové pece. Od roku 2000 působí jako profesionální fotograf a lektor fotografie (Pražská fotografická škola, Prague Center for Further Education, SUPŠ Plzeň, Škola kreativní fotografie, ZUŠ Praha 9, Cyrilometodějská teologická fakulta UPOL, Univerzita Hradec Králové) a současně založil studio a fotografickou školu Matela Studio (dříve Studio PvM), kde vedl Akademii současné fotografie. Pracoval také jako fotoeditor deníku Mladá fronta DNES a autorizovaná osoba v Národní soustavě kvalifikací.
V roce 2014 založil umělecké centrum Bohemia Farmstudio na Kokořínsku, kde působí jako produkční a umělecký ředitel.

## Dílo
V oboru sklářství znovuoživil technologie barvení vzácnými zeminami (neodym, praseodym), realizoval několik výtvarných návrhů a sklářských pecí.
Ve volné umělecké tvorbě využívá především fotografii, video a site-specific instalace. Zabývá se také hudbou a poezií (dvě autorská alba a dvě sbírky). Jeho umělecké projekty jsou výrazně intermediální a obsahují prvky komiky. Vystavuje od roku 1998 v Česku i zahraničí (Bratislava, Triglav, Vídeň, Brusel, Budapešť, Tampere, Amsterdam, Denver, Brisbane). V roce 2009 jej John Goto zařadil mezi 21 představitelů britského umění (Red Hot Pixels: Photo-digital art in Britain 1990-2010).

## Publikace
- Intermedialita fotografie. Ústí nad Labem, 2017. Disertační práce (Ph.D.), Univerzita Jana Evangelisty Purkyně v Ústí nad Labem, Fakulta umění a designu
- Tobě, třeba právě (vlastní náklad, 1999)
- Dobré a špatné (Na Konári, 2024)